# Chevaleret (metrostation)
Chevaleret is een station van de metro in Parijs langs metrolijn 6 in het 13e arrondissement. Het station ligt bovengronds op een viaduct op de Boulevard Vincent Auriol.
Het station is genoemd naar de nabijgelegen Rue du Chevaleret, die reeds in 1670 bestond.

## Geschiedenis
Het station werd geopend op 1 maart 1909 bij de opening van metrolijn 6 tussen station Place d'Italie en station Nation.
Het station werd in twee fasen gerenoveerd in 2005 en 2006.

## In de omgeving
- Hôpital de la Salpêtrière
- Ministerie van Economie, Financiën en Industrie

Charles de Gaulle - Étoile · Kléber · Boissière · Trocadéro · Passy · Bir-Hakeim · Dupleix · La Motte-Picquet - Grenelle · Cambronne · Sèvres - Lecourbe · Pasteur · Montparnasse - Bienvenüe · Edgar Quinet · Raspail · Denfert-Rochereau · Saint-Jacques · Glacière · Corvisart · Place d'Italie · Nationale · Chevaleret · Quai de la Gare · Bercy · Dugommier · Daumesnil · Bel-Air · Picpus · Nation